# Emily (Minnesota)
Emily is een plaats (city) in de Amerikaanse staat Minnesota, en valt bestuurlijk gezien onder Crow Wing County.

## Demografie
Bij de volkstelling in 2000 werd het aantal inwoners vastgesteld op 847.
In 2006 is het aantal inwoners door het United States Census Bureau geschat op 969, een stijging van 122 (14.4%).

## Geografie
Volgens het United States Census Bureau beslaat de plaats een oppervlakte van
93,5 km², waarvan 77,7 km² land en 15,8 km² water. Emily ligt op ongeveer 394 m boven zeeniveau.

## Plaatsen in de nabije omgeving
De onderstaande figuur toont nabijgelegen plaatsen in een straal van 32 km rond Emily.